# Équilibre de sous-emploi
 (mars 2014).
Si vous disposez d'ouvrages ou d'articles de référence ou si vous connaissez des sites web de qualité traitant du thème abordé ici, merci de compléter l'article en donnant les références utiles à sa vérifiabilité et en les liant à la section « Notes et références ».
L'équilibre de sous-emploi est un concept inventé par Keynes pour expliquer le chômage.

## Expliquer le chômage
Pour expliquer le chômage, les néo-classiques étudient le marché du travail et introduisent les notions de chômage volontaire et de chômage frictionnel. Keynes, face au chômage de la Grande Dépression, estime que cette explication est insuffisante, puisqu'on observe un important chômage involontaire, en même temps qu'une sous-production massive et une consommation fortement réduite. L'économie seule lui semble impuissante à expliquer le phénomène et par conséquent il cherche une explication psychologique et sociale.

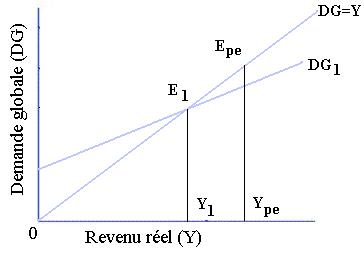
Représentation graphique d'un équilibre de sous emploi

Pour les keynésiens, les entreprises embauchent suivant leurs anticipations. C'est donc la demande anticipée qui détermine le niveau de la production. Ce même niveau de production fixe le niveau de l'emploi. En définitive, c'est donc la seule demande anticipée qui détermine le volume de la production et le volume de l'emploi.
Pour représenter graphiquement l'équilibre économique obtenu, on détermine la fonction de demande globale (DG1) en fonction du revenu réel (Y). On trace par ailleurs la première bissectrice (DG=Y) qui décrit tous les points d'équilibre possibles, c’est-à-dire les points où la demande et l'offre s'égalisent. L'intersection de DG1 et de la bissectrice permet de définir l'équilibre effectif E1. Or, a priori, pour Keynes, rien n'assure que la production définie par cet équilibre (Y1) soit la production qui permette le plein-emploi (Ype). Si ce n'est pas le cas, l'équilibre effectif n'est pas égal à l'équilibre de plein-emploi (Epe) et il existe donc un chômage involontaire.
En clair, pour les keynésiens il y a chômage parce que les gens ne consomment pas assez pour justifier de créer assez de valeur pour acheter cette même valeur. Remarque : La théorie microéconomique développe une analyse similaire mais reposant sur des hypothèses différentes et aboutissant à une conclusion différente : selon elle c'est le niveau de la production qui définit la demande globale ; cela implique que le chômage est toujours volontaire.

### Application politique: Politique keynésienne pour l'emploi
Keynes estime ainsi qu'il y a deux conditions à remplir pour sortir du chômage :
- Abaisser les revenus des tranches sociales qui auraient les moyens de consommer mais qui ont une trop grande propension à épargner, donc qui freinent la demande effective, et
- injecter cette ressource dans des dépenses de l'État : l'État est alors le seul agent extérieur permettant d'injecter de la demande dans le circuit économique (chemins de fer, ponts, routes, etc.). Celui-ci va accuser un déficit budgétaire qu'il comblera plus tard à l'aide de l'impôt prélevé grâce au regain d'activité économique.

Cette politique keynésienne est appliquée avec succès dans la plupart des pays occidentaux après la grande dépression des années 1930, puis pendant les Trente Glorieuses. Dans les années 1970, elle échoue face aux chocs pétroliers, conduisant certains pays à adopter des politiques plus libérales pour renouer avec le plein emploi, tandis que d'autres pays restaient durablement confrontés à un chômage structurel.

## Réfutation dans le cadre de la théorie de l'équilibre général
Une situation de sous-emploi telle que décrite par Keynes (où il est de l'intérêt des travailleurs de travailler plus, des employeurs d'employer plus de salariés, et des consommateurs de consommer plus, mais qu'ils ne parviennent pas à monter à un état d'équilibre plus avantageux pour tous) est une situation hors d'un optimum de Pareto. Or le théorème du bien-être, développé postérieurement aux analyses de Keynes et sous l'hypothèse d'un équilibre général, énonce que sous un certain nombre d'hypothèses sur le fonctionnement économique (concurrence pure et parfaite, homogénéité et continuité des fonctions de production et des fonctions de demande,...) les équilibres sont tous des optimums de Pareto. Alors une situation de sous emploi, n'étant pas un optimum de Pareto, n'est pas non plus un équilibre. Par rapport à la représentation graphique exposée plus haut, cela exprime que la possibilité théorique d'un équilibre Y1 différent de l'équilibre de plein emploi Ype n'existe pas, et que tous les développements faits à partir de cette hypothèse sont privés de fondement.